# .gq
.gqは国別コードトップレベルドメイン（ccTLD）の一つで、赤道ギニアに割り当てられている。
2014年10月1日、.tkなどを提供するFreenomによって無料ドメイン化された。しかしドメインの不正利用が絶えないことからMetaがFreenomを訴えた結果、2023年3月には同社の管理下にある5つのトップレベルドメイン（.cf：中央アフリカ共和国、.ga：ガボン、.gq：赤道ギニア、.ml：マリ共和国、.tk：トケラウ）への新規登録が停止され、最終的には契約が打ち切られた。Freenomは2024年2月12日にドメイン事業からの撤退を表明し、Freenomが管理していたccTLDドメインの扱いについて公式な発表はないが、gTLDドメインの管理を引き継いたGandiが影響を受けるccTLDドメインのの登録者に対して9年間の更新を無償で提供しているとされている。